# Melitaea lesora
Melitaea lesora är en fjärilsart som beskrevs av Hans Fruhstorfer 1917. Melitaea lesora ingår i släktet Melitaea och familjen praktfjärilar. Inga underarter finns listade i Catalogue of Life.